# الكاربنترز (ثنائي غناء)
الكاربنترز (بالإنجليزية: The Carpenters) ثنائي غناء وعزف أمريكي يتكون من الأشقاء كارين (1950-1983) وريتشارد كاربنتر (مواليد 1946). قدم الثنائي أسلوبًا موسيقيًا ناعمًا متميزًا، يجمع بين غناء كارين المتناغم ومهارات ريتشارد في التناغم والتوزيع والتلحين. خلال مسيرتهم المهنية التي استمرت 14 عامًا، سجل الثنائي عشرة ألبومات، إلى جانب العديد من الأغاني الفردية والعديد من العروض التلفزيونية الخاصة.
وُلِد الأشقاء في نيو هافن، كونيتيكت، وانتقلوا إلى داوني، كاليفورنيا، في عام 1963. تلقى ريتشارد دروسًا في العزف على البيانو عندما كان طفلًا، حيث انتقل إلى جامعة ولاية كاليفورنيا، لونج بيتش، بينما تعلمت كارين الطبول. قدموا لأول مرة معًا كثنائي في عام 1965 وشكلوا ريتشارد كاربنتر تريو الموجه لموسيقى الجاز تليها مجموعة سبيكترم التي تعمل في منتصف الطريق. بعد توقيعهم كنجارين لشركة تسجيلات إيه آند أم في عام 1969، حققوا نجاحًا كبيرًا في العام التالي مع الأغاني الفردية " (هم طويلون ليكونوا) بالقرب منك، و"لقد بدأنا للتو للتو". بعد ذلك، أنتجت العلامة التجارية للثنائي البوب اللحن رقماً قياسياً من التسجيلات الناجحة على المخططات الأمريكية لأفضل 40 أغنية والكبار المعاصرة، وأصبحوا بائعين رائدين في موسيقى الروك الناعمة والاستماع السهل وأنواع الموسيقى المعاصرة للبالغين. كان لدى الكاربنترز ثلاث أغنيات فردية وخمسة أغاني فردية على بيلبورد هوت 100 وخمسة عشر أغنية رقم واحد على الرسم البياني المعاصر للبالغين، بالإضافة إلى اثني عشر من أفضل 10 أغاني فردية. لقد باعوا أكثر من 90 مليون سجل في جميع أنحاء العالم، مما يجعلها واحدة من أفضل فناني الموسيقى مبيعًا على الإطلاق. قام الثنائي بجولة مستمرة خلال السبعينيات، مما وضعهما تحت ضغط متزايد؛ حصل ريتشارد على إجازة لمدة عام في عام 1979 بعد أن أصبح مدمنًا على ميثاكوالون، بينما عانت كارين من فقدان الشهية العصبي.
انتهت مسيرة الثنائي المهنية في عام 1983 عندما توفيت كارين بسبب هبوط بالقلب الناجم عن مضاعفات فقدان الشهية. أدت التغطية الإخبارية المكثفة المحيطة بهذه الظروف إلى زيادة الوعي العام باضطرابات الشهية للطعام. على الرغم من أن الكاربنترز تعرضوا لانتقادات بسبب صورتهم المحافظة النظيفة والصحية في السبعينيات، فقد أعيد تقييم موسيقاهم منذ ذلك الحين، مما جذب إشادة من النقاد ونجاح تجاري مستمر.

## التاريخ

### ما قبل الكاربنترز

#### مرحلة الطفولة
وُلِد الشقيقان كاربنتر في مستشفى غريس-نيو هافن (الذي يُطلق عليه الآن مستشفى ييل- نيو هافن) في نيو هافن، كونيتيكت، لهارولد بيرترام كاربنتر (1908-1988) وأجنيس رويير (ني تاتوم، 1915-1996). وُلد هارولد في ووتشو بالصين، وانتقل إلى بريطانيا عام 1917، والولايات المتحدة عام 1921، بينما ولدت أغنيس ونشأت في بالتيمور بولاية ماريلاند. تزوجا في 9 أبريل 1935 ؛ ولد طفلهما الأول، ريتشارد لين، في 15 أكتوبر 1946، بينما تبعته كارين آن في 2 مارس 1950. كان ريتشارد طفلًا هادئًا قضى معظم وقته في المنزل يستمع إلى راتشمانينوف وتشايكوفسكي وريد نيكولز وسبايك جونز والعزف على البيانو. كانت كارين ودودة ومنفتحة؛ كانت تحب ممارسة الرياضة، بما في ذلك الكرة اللينة مع أطفال الحي، لكنها ما زالت تقضي الكثير من الوقت في الاستماع إلى الموسيقى. استمتعت بالرقص وبدأت في دروس الباليه والرقص وهي في الرابعة من عمرها. كانت كارين وريتشارد قريبين، وكانا يشتركان في اهتمام مشترك بالموسيقى. على وجه الخصوص، أصبحوا معجبين بـ ليه بول وماري فورد، حيث تضمنت موسيقاهما العديد من الأصوات والآلات المدبلجة. بدأ ريتشارد دروس العزف على البيانو في الثامنة من عمره، لكنه سرعان ما أصبح محبطًا من التوجيه الرسمي للدروس واستقال بعد عام. كان قد بدأ يعلم نفسه كيف يلعب بالأذن في سن الحادية عشرة، واستأنف الدراسة مع مدرس مختلف. كان لديه اهتمام أكبر باللعب هذه المرة، وكان يتدرب كثيرًا في المنزل. في سن الرابعة عشرة، كان مهتمًا بالأداء المهني، وبدأ دروسًا في مدرسة ييل للموسيقى. في يونيو 1963، انتقلت عائلة كاربنتر إلى ضاحية داوني في لوس أنجلوس على أمل أن يعني ذلك فرصًا موسيقية أفضل لريتشارد. طُلب منه أن يكون عازف الأرغن لحفلات الزفاف والخدمات في الكنيسة الميثودية المحلية. بدلاً من عزف الترانيم التقليدية، كان يعيد أحيانًا ترتيب أغاني البيتلز المعاصرة بأسلوب «الكنيسة».  في أواخر عام 1964، التحق ريتشارد بكلية ولاية كاليفورنيا في لونج بيتش حيث التقى بشريكه المستقبلي في كتابة الأغاني جون بيتيس، ويسلي جاكوبس، وهو صديق لعب الباس والبوب لريتشارد كاربنتر تريو، ومخرج الكورال فرانك بولر - كتب معيار عيد الميلاد «عيد ميلاد مجيد حبيبي» في عام 1966. في يونيو 1963، انتقلت عائلة كاربنتر إلى ضاحية داوني في لوس أنجلوس على أمل أن يعني ذلك فرصًا موسيقية أفضل لريتشارد. طُلب منه أن يكون عازف الأرغن لحفلات الزفاف والخدمات في الكنيسة الميثودية المحلية. بدلاً من عزف الترانيم التقليدية، كان يعيد أحيانًا ترتيب أغاني البيتلز المعاصرة بأسلوب «الكنيسة». في أواخر عام 1964، التحق ريتشارد بكلية ولاية كاليفورنيا في لونج بيتش حيث التقى بشريكه المستقبلي في كتابة الأغاني جون بيتيس، ويسلي جاكوبس، وهو صديق لعب الباس والبوب لريتشارد كاربنتر تريو، ومخرج الكورال فرانك بولر - كتب معيار عيد الميلاد «عيد ميلاد مجيد حبيبي» في عام 1966. في نفس العام، التحقت كارين بمدرسة داوني الثانوية، حيث وجدت موهبتها في العزف على الطبول. كانت قد حاولت في البداية العزف على آلة العزف على الغلوكنسبيل، لكنها استلهمت من صديقتها فرانكي شافيز، الذي كان يقرع الطبول منذ أن كان في الثالثة من عمره. أصبحت متحمسة للطبول، وبدأت في تعلم القطع المعقدة، مثل «تيك فايف» لديف بروبيك. أقنعت شافيز والديها بشراء مجموعة طبول لودفيج في أواخر عام 1964، وبدأت دروسًا مع عازفي الجاز المحليين، بما في ذلك كيفية قراءة موسيقى الحفلات الموسيقية. سرعان ما استبدلت مجموعة أدوات الدخول بمجموعة Ludwig الكبيرة التي كانت إعدادًا مشابهًا لعازف الطبول Brubeck، جو موريلو. قدم ريتشارد وكارين أول أداء علني لهما معًا في عام 1965، كجزء من فرقة الحفرة لإنتاج محلي من الرجال والدمى.

### ريتشارد كاربنتر الثلاثي والطيف
بحلول عام 1965، كانت كارين تمارس العزف على الطبول لمدة عام، وكان ريتشارد يصقل تقنياته في العزف على البيانو في إطار دروس بولر. في أواخر ذلك العام، تعاون ريتشارد مع جاكوبس، الذي لعب طوبا وباس ستاند أب. مع قرع كارين، شكل الثلاثة الثلاثي ريتشارد كاربنتر الموجه لموسيقى الجاز. قاد ريتشارد الفرقة وكتب جميع الترتيبات، وبدأوا في التدريب يوميًا.  اشترى جهاز تسجيل، وبدأ في عمل تسجيلات للمجموعة. في الأصل، لم تغني كارين ولا ريتشارد؛ كان دان فريبرغ صديق ريتشارد يملأ أحيانًا البوق، جنبًا إلى جنب مع المطربة الضيفة مارجريت شانور.  أصبحت كارين بعد ذلك أكثر ثقة في الغناء، وبدأت في أخذ دروس مع فرانك بولر. علمها مزيجًا من الغناء الكلاسيكي والبوب، لكنه أدرك أنها استمتعت كثيرًا بأداء مادة ريتشارد الجديدة. قال بولر في وقت لاحق، «كارين كانت مغنية بوب ولدت».  في أوائل عام 1966، انضمت كارين إلى جلسة في وقت متأخر من الليل في مرآب مرآب لعازف القيثارة في لوس أنجلوس جو أوزبورن، وانضمت إلى جون بيتيس المتعاون مع النجارين في المستقبل وشاعر الغنائي جون بيتيس في جلسة تجريبية حيث كان ريتشارد سيرافق فريبرج. طُلب منها الغناء، غنت لأوزبورن، التي تأثرت على الفور بقدراتها الصوتية. وقع كارين على علامته التجارية، سجلات المصباح السحري، وريتشارد إلى ذراع النشر، موسيقى لايت أب. وضعت التسمية أغنية واحدة تضم اثنين من مؤلفات ريتشارد، «أبحث عن الحب» و «سأكون لك». بالإضافة إلى غناء كارين، كان المسار مدعومًا من قبل ريتشارد كاربنتر الثلاثي. لم تكن الأغنية نجاحًا تجاريًا، بسبب نقص الترويج وتم طي الملصق في العام التالي. في منتصف عام 1966، دخل الثلاثي ريتشارد كاربنتر في مسابقة معركة العصابات السنوية لهوليوود باول. لقد عزفوا نسخة مفيدة من «الفتاة من إيبانيما» وقطعتهم الخاصة، «الشاي المثلج». لقد فازوا بالمسابقة في 24 يونيو ووقعوا بواسطة تسجيلات آر سي إيه.  سجلوا أغانٍ مثل «كل شيء صغير» لفرقة البيتلز وغرباء في الليل (أغنية) لفرانك سيناترا. راجعت لجنة تسجيلاتهم واختارت عدم إنتاجها، لذلك تم إطلاق سراح الثلاثي من RCA. تخرجت كارين من المدرسة الثانوية في أوائل عام 1967، وحصلت الفرقة على جائزة جون فيليب سوزا.  انضمت لاحقًا إلى ريتشارد في لونج بيتش ستيت كمتخصصة في الموسيقى. سمح أوزبورن لكارين وريتشارد بالاستمرار في استخدام الاستوديو الخاص به لتسجيل الأشرطة التجريبية.  نظرًا لأن لديهم وقتًا غير محدود في الاستوديو، قرر ريتشارد تجربة الدبلجة المفرطة لأصواته وأصوات كارين من أجل إنشاء صوت كورالي كبير.  في عام 1967، غادر جاكوبس لدراسة الموسيقى الكلاسيكية والانضمام إلى أوركسترا ديترويت السيمفونية، وحل ريتشارد كاربنتر الثلاثي. ثم تم التعاقد مع ريتشارد وبيتيس كموسيقيين في متجر المرطبات في ديزني لاند ماين ستريت بالولايات المتحدة الأمريكية. كان من المتوقع أن يعزفوا أغاني مطلع القرن العشرين بما يتماشى مع موضوع المتجر. كان لدى رعاة المتجر أفكار أخرى؛ طلب الكثير من الموسيقيين تشغيل الموسيقى الشعبية الحالية. عندما حاول الزوجان إرضاء عملائهم وتلبية الطلبات، تم طردهما من قبل مشرف ديزني لاند، فيكتور جودر، لكونهما «متطرفين للغاية».   بيتيس وريتشارد غير راضين عن إقالتهما وكتبوا أغنية «السيد جودر» عن رئيسهم السابق. تعاون ريتشارد وكارين بعد ذلك مع طلاب موسيقيين من ولاية لونغ بيتش لتشكيل فرقة سبيكترم. ضمت المجموعة بيتيس على الجيتار، الذي بدأ في كتابة كلمات أغاني ريتشارد، وعازف الجيتار جاري سيمز، وعازف الجيتار دان وودهامز، والمغني ليزلي «توتس» جونستون. أرسلت المجموعة عروض توضيحية للعديد من شركات التسجيل في جميع أنحاء لوس أنجلوس، ولكن دون نجاح يذكر. كان جزء من المشكلة هو صوت المجموعة في منتصف الطريق، والذي كان مختلفًا عن موسيقى الروك المخدرة الشائعة في النوادي.  تمكن صديق ريتشارد إد سولزر من حجز وقت في استوديو التسجيل الصوتي المتحدة في سانتا آنا، وسجلت المجموعة العديد من الأغاني الأصلية بما في ذلك أغنية «كاندي» (التي أصبحت «حب واحد» على ألبوم عام 1971 الذي يحمل عنوان النجارين). اشترى ريتشارد بيانو كهربائي وورليتزر كأداة إضافية لاستكمال البيانو الصوتي على خشبة المسرح. أداء سبيكترم بانتظام في ملهى ويسكي أ انطلق الليلي في لوس أنجلوس، بما في ذلك افتتاح ستيبنوولف (فرقة) في وقت مبكر من مسيرة تلك المجموعة.
بحلول عام 1968، تم حل سبيكترم، ووجد صعوبة في الحصول على العربات لأن موسيقاهم لم تكن تعتبر «قابلة للرقص» وفقًا لمعايير موسيقى الروك أند رول. بعد الاستمتاع بتجاربهم الصوتية متعددة الطبقات في استوديو أوزبورن، قرر ريتشارد وكارين أن يصبحا ثنائيًا رسميًا، يطلقان على نفسيهما اسم النجارين. في وقت لاحق من العام، تلقى الثنائي عرضًا ليكونا في البرنامج التلفزيوني عرض الكليات الأمريكية بالكامل. كان أدائهم في البرنامج، الذي لعب غلاف «الرقص في الشارع»، أول ظهور تلفزيوني لهم مع عازف قيثارة جديد بيل سيسوييف. كان للبرنامج فائز أسبوعي حيث يتنافس جميع الفائزين الأسبوعيين في نصف النهائي والنهائي في نهاية 12 أسبوعًا. عرضت نهائيات «ديك كاربنتر تريو» في 31 أغسطس 1968. كما تم اختبار كارين كمغنية في كيني روجرز والطبعة الأولى، لكنها لم تنجح.  بحلول هذا الوقت، أصبح Sulzer مديرًا للمجموعة، بينما استمر الثنائي في تسجيل العروض التوضيحية مع Osborn، وتم إرسال أحدها إلى سي جي إيه أند إم قسم الأداء الموسيقي عبر صديق لـ Sulzer. في الوقت نفسه، طُلب من الثنائي اختبار حملة إعلانية شركة فورد، والتي تضمنت 50000 دولار لكل منها وسيارة فورد جديدة تمامًا.  قبلت المجموعة العرض، لكن سرعان ما سحبه بعد تلقي عرض رسمي من سي جي إيه أند إم قسم الأداء الموسيقي. أثار صوت كارين إعجاب مالك العلامة هيرب ألبرت، وقال لاحقًا «لقد لمستني... شعرت أن الوقت قد حان». عند لقائه مع الثنائي، قال ألبرت «دعونا نأمل أن نحقق بعض النجاحات!» 

### عرض (تذكرة لركوب)
وقع ريتشارد وكارين كاربنتر على سي جي إيه أند إم قسم الأداء الموسيقي في 22 أبريل 1969. منذ أن كانت كارين في التاسعة عشرة من عمرها وكانت دون السن القانونية، كان على والديها التوقيع. قرر الثنائي التوقيع باسم «النجارين»، بدون المادة المحددة، والتي تأثرت بأسماء مثل بوفالو سبرينغفيلد أو جيفرسون إيربلاين، والتي اعتبروها «هيب».  عندما وقع الكاربنترز على سي جي إيه أند إم قسم الأداء الموسيقي، تم منحهم حرية الدخول في الاستوديو لإنشاء ألبوم بأسلوبهم الخاص.  أوصى الملصق بأن يقوم جاك دوجيرتي بإنتاجه، على الرغم من أن الحاضرين أشاروا منذ ذلك الحين إلى أن ريتشارد كان المنتج الفعلي. تم بالفعل كتابة معظم مواد الألبوم وتقديمها باستخدام سبيكترم؛ جاء كل من «موكبكم الرائع» و «كل ما يمكنني فعله» من العروض التوضيحية المسجلة مع أوزبورن. أعاد ريتشارد ترتيب «تذكرة الركوب» لفرقة البيتلز بأسلوب أغنية حزينة.  لعب أوزبورن دور الباس في الألبوم (وظل عازف الجيتار المعتاد في الاستوديو طوال حياتهم المهنية). كما عزفت كارين الباس في "All of My Life" و "Eve"، بعد أن علمها أوزبورن الأجزاء ذات الصلة. الألبوم بعنوان «عرض» صدر في 9 أكتوبر 1969، لقي استقبالًا نقديًا إيجابيًا. قال أحد التعليقات في بيلبورد (مجلة) «مع دعم البرمجة الإذاعية، يجب أن يحصل الكاربنترز على نجاح كبير في أيديهم.» تم إصدار «تذكرة لركوب» كأغنية فردية في 5 نوفمبر، وحقق نجاحًا طفيفًا لـ الكاربنترز، وبلغ ذروته في No. رقم 54 على لوحة الساخن 100 الاعلى 20 من مخطط الكبار المعاصر. باع الألبوم 18000 نسخة فقط في أول عرض له، في خسارة لشركة سي جي إيه أند إم قسم الأداء الموسيقي، ولكن بعد الاختراق اللاحق لـ الكاربنترز، تم إعادة تجميع الألبوم وإعادة إصداره دوليًا تحت اسم تذكرة لركوب وباع 250.000 نسخة. 

### العزاب: 1969-1973
لم يسجل الكاربنترز ألبومًا جديدًا في عام 1974. كانوا يتجولون على نطاق واسع وكانوا مرهقين ؛ قال ريتشارد في وقت لاحق، «ببساطة لم يكن هناك وقت لصنع واحدة. ولم أكن في مزاج جيد».  اندلعت التوترات في وحدة الأسرة. بدأ ريتشارد في مواعدة مصفف شعر المجموعة، لكن لم تتقبلها آغنيس ولا كارين، وأنهت العلاقة في النهاية وتركت خدمات الفرقة. لطالما امتدحت أغنيس مواهب ريتشارد الموسيقية، الأمر الذي استاءت منه كارين.  انتقل الثنائي في النهاية من منزل والديهما ؛ في البداية كان الأشقاء يتشاركون في منزل.   في مايو، قام الكاربنترز بأول جولة لهم في اليابان، حيث لعبوا 85000 معجب. في وقت لاحق شبهوا المشاهد عندما هبطوا لأول مرة في مطار طوكيو بالبيتلمانيا.
بدلاً من الألبوم الجديد، تم إصدار أول حزمة لأعظم الأغاني الخاصة بهم، والتي تضم ريمكسات من الأغاني الفردية الخاصة بهم، والخيوط والجسور المسجلة حديثًا التي سمحت لكل جانب من الألبوم باللعب بدون فواصل. ندم ريتشارد في وقت لاحق على هذا القرار.   هذا التجميع كان بعنوان الفردي: 1969-1973، وتصدر المخططات في الولايات المتحدة لمدة أسبوع واحد، في 5 يناير 1974. كما تصدرت مخطط المملكة المتحدة لمدة 17 أسبوعًا (غير متتالية) وأصبحت واحدة من أفضل الألبومات مبيعًا في العقد، حيث بيعت في النهاية أكثر من سبعة ملايين نسخة في الولايات المتحدة وحدها.

## فجوة
بدأ ريتشارد العلاج من إدمانه في منشأة في توبيكا، كانساس، لمدة ستة أسابيع في يناير 1979.  قرر أن يأخذ بقية العام للاسترخاء وإعادة التأهيل. كانت ريتشارد متأكدة الآن من أن كارين كانت تعاني من مرض فقدان الشهية العصبي، لكنها أنكرت ذلك، قائلة إنها ببساطة مصابة بالتهاب القولون.  لم ترغب كارين في أخذ استراحة من الغناء أو طلب المساعدة الطبية المتخصصة لحالتها الخاصة، لذلك قررت متابعة مشروع ألبوم منفرد مع المنتج فيل رامون في نيويورك.   يمثل اختيار رامون والمزيد من المواد الموجهة للبالغين والديسكو / الرقص - الإيقاع محاولة لإعادة تجهيز صورتها. موجة الحر عازف وشاعر وملحن (والمستقبل مايكل جاكسون متعاون) رود تيمبيرتون سئل من قبل رامون إلى المساعدة في كتابة الأغاني وترتيب، وبيلي جويل استخدمت فرقة احتياطية الصورة للألبوم.  قررت عدم تسجيل أغنيتي «أوف ذا وول» و «روك ويذ يو» لتيمبيرتون، والتي أصبحت فيما بعد أغاني ناجحة لجاكسون.  انتهى الألبوم في أوائل عام 1980، لكنه قوبل باستقبال سلبي من سي جي إيه أند إم قسم الأداء الموسيقي. لم تحب والدتها أغنيس أن تعمل كارين بدون ريتشارد،  بينما شعر ريتشارد أن كارين لم تكن جيدة بما يكفي للعمل في الألبوم. وبلغت التكلفة الإجمالية للتسجيل 500000 دولار منها 400000 دولار جاءت من أموال النجارين الخاصة.  لم يتم إصدار الألبوم وعلى الرغم من إعلان الصحافة أنه تم إلغاؤه بناءً على طلب كارين، إلا أن رفضه أصابها بالدمار. شعرت أنها أضاعت للتو شهورًا من العمل.  تم إصداره أخيرًا في عام 1996، بعد 13 عامًا من وفاة كارين. 

### صنع في أمريكا وأيام كارين الأخيرة
بعد إلغاء ألبومها المنفرد وزواجها من توم بوريس في 31 أغسطس 1980، قررت كارين تسجيل ألبوم جديد مع ريتشارد الذي تعافى الآن من إدمانه وكان مستعدًا لمواصلة مسيرتهما المهنية.  أنتج الكاربنترز آخر عرض تلفزيوني خاص بهم في عام 1980 بعنوان الموسيقى والموسيقى والموسيقى!، مع الضيوف النجوم إيلا فيتزجيرالد وجون ديفيدسون.  ملابس كارين للعرض من تصميم بيل بيلو، الذي تم ترشيحه لجائزة إيمي لأفضل تصميم أزياء. كما أنه صمم فستان زفافها.  في وقت قريب من تصوير الموسيقى والموسيقى والموسيقى، بدا أن كارين قد عادت إلى وزن أكثر صحة. في ربيع 1980 ذهبت في معتكف مع أوليفيا نيوتن جون وأصدقائها القدامى في منتجع Golden Door الصحي في سان دييغو.  بعد انتقالها إلى مدينة نيويورك في يناير 1982،  سعت كارين للحصول على علاج لاضطراب أكلها مع المعالج النفسي ستيفن ليفينكرون.  في أبريل، عادت لفترة وجيزة إلى لوس أنجلوس للتسجيل، بما في ذلك أغنية كاربنتر / بيتيس «أنت كافي» وأغنية روجر نيكولز / دين بيتشفورد «الآن». لاحظ ريتشارد أنه بينما كان تفسير كارين للأغاني قويًا كما كان دائمًا، فقد شعر أن الجرس كان ضعيفًا بسبب صحتها السيئة.  لم يتأثر بمعاملة ليفنكرون لكارين، معتبرا أنها لا قيمة لها.  في سبتمبر 1982، اتصلت كارين بـ Levenkron لتقول إن قلبها «ينبض بشكل مضحك» وشعرت بالدوار والارتباك.  أدخلت نفسها إلى المستشفى في وقت لاحق من ذلك الشهر، وتم توصيلها بالتسريب في الوريد. انتهى بها الأمر في كسب 30 رطل (14 كـغ) في ثمانية أسابيع. في 8 نوفمبر، غادرت المستشفى وعلى الرغم من توسلات العائلة والأصدقاء، أعلنت أنها ستعود إلى منزلها في كاليفورنيا وأنها شفيت.  حافظت كارين على هذا الوزن البالغ 108 رطل (49 كـغ) بعد ذلك، لبقية حياتها. كان آخر ظهور علني لها في 11 يناير 1983، في جلسة تصوير احتفالًا بمرور 25 عامًا على حفل توزيع جوائز جرامي.  

## بعد الكاربنترز
بعد وفاة كارين، واصل ريتشارد إنتاج تسجيلات لموسيقى الثنائي، بما في ذلك العديد من ألبومات المواد التي لم يتم إصدارها سابقًا والعديد من المجموعات. صدر صوت القلب بعد وفاته في أواخر عام 1983 وشمل بعض المسارات التي تم إيقافها من صنع في أمريكا وألبومات سابقة.  بلغ ذروته في رقم. 46 وكان مصدق من الذهب.  تم إصدار أغنيتين منفردتين، «اصدق أنها أول مرة»، نسخة ثانية من أغنية سجلتها كارين لألبومها الفردي، و «طفلك لا يحبك بعد الآن».   لموسم الكريسماس الثاني بعد وفاة كارين، أنشأ ريتشارد ألبومًا جديدًا لعيد الميلاد للنجارين بعنوان عيد الميلاد القديم، باستخدام مقتطفات من صورة الكريسماس وتسجيل مواد جديدة حولها.  أصدر ريتشارد أول ألبوم منفرد له، الوقت، في عام 1987، حيث تبادل الغناء بينه وبين ديون وارويك وداستي سبرينغفيلد. كان المسار «عندما كان الوقت كل ما لدينا» تحية لكارين.  نفس العام، أصدر تود هاينز الفيلم القصير سوبرستار: قصة كارين كاربنتر، والذي ظهر فيه دمى باربي وهي تلعب دور طاقم التمثيل الرئيسي. اعترض ريتشارد على استخدام الموسيقى في الفيلم دون موافقته، وأصدر أمرًا قضائيًا في عام 1990 يمنع عرضه.  في 1 يناير 1989، عرض التلفزيون الخاص قصة كارين كاربنتر لأول مرة على شبكة سي بي إس، متصدرًا التصنيفات لذلك الأسبوع.  تضمنت أغنية «أنت الواحد» و «أين أذهب من هنا» التي لم تصدر سابقًا في مسارها الصوتي، والتي تم إصدارها في ألبوم الحب في وقت لاحق من ذلك العام.  تزوج ريتشارد من ابنة عمه (بالتبني) ماري رودولف في 19 مايو 1984. ولهما معًا أربع بنات وابن واحد، ويعيشان في ثاوزند أوكس، كاليفورنيا، حيث يدعم الزوجان الفنون.  في عام 2004، تعهد ريتشارد وزوجته بمبلغ 3 دولارات مليون هدية لمؤسسة ألف أوكس سيفيك آرتس بلازا تخليداً لذكرى كارين. دعم ريتشارد بنشاط مركز كاربنتر للفنون المسرحية في جامعته الأم، ولاية لونج بيتش. يواصل الظهور في الحفلات الموسيقية، بما في ذلك جهود جمع التبرعات لمركز كاربنتر.  في عامي 2007 و 2009، حصل الملاك الحاليون لمنزل عائلة كاربنتر السابق في شارع نيوفيل، داوني، على تصاريح المدينة لهدم المباني الحالية لإفساح المجال للمباني الجديدة والأكبر، على الرغم من احتجاجات المشجعين. في فبراير 2008، تمت تغطية الحملة في لوس أنجلوس تايمز. في ذلك الوقت، تم بالفعل هدم منزل مجاور كان بمثابة مقر الفرقة واستوديو التسجيل، وكان المنزل الرئيسي على وشك الهدم. ظهر المنزل الأصلي على غلاف Now & Then وكان المكان الذي ماتت فيه كارين. على حد تعبير أحد المعجبين، «كانت هذه نسختنا من جرايسلاند».

## النمط الموسيقي

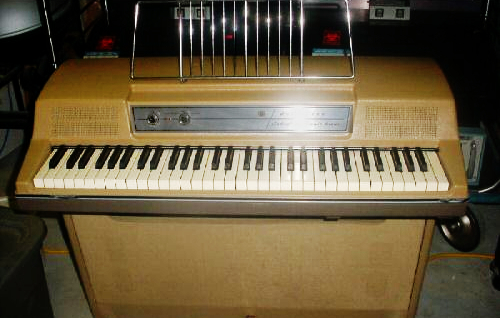
بيانو ورليتسر الكهربائي مشابه لذلك الذي استخدمه ريتشارد في النجارين.

### ريتشارد
كان ريتشارد كاربنتر هو القوة الإبداعية وراء صوت النجارين. وصفه الناقد الموسيقي دانيال ليفيتين، وهو لاعب لوحة مفاتيح بارع وملحن ومنظم، بأنه «أحد أكثر منظمي الموسيقى الموهوبين الذين ظهروا في الموسيقى الشعبية».   لم تكن التناغمات السلسة للثنائي تتماشى مع الموسيقى المعاصرة التي كانت تهيمن عليها موسيقى الروك الثقيلة.  بدلاً من ذلك، سعى الكاربنترز للحصول على صوت غني ولحن، على نفس المنوال مثل Beach Boys والماماز والباباز، ولكن مع قدر أكبر من الامتلاء والتناغم بما في ذلك الاستخدام المتكرر لأجزاء الوتر والقرون الصغيرة وكلمات الاستبطان التي تتمحور حولها العلاقات.   أعجب ريتشارد أيضًا بالموسيقى ومهارات الترتيب لفرانك زابا، والتقى الاثنان لفترة وجيزة خلف الكواليس في منتدى بيلبورد في عام 1975. لقد نسب الفضل إلى جود كونلون باعتباره تأثيرًا رئيسيًا على ترتيبه الصوتي. تأثرت العديد من ترتيبات ريتشارد بشكل كلاسيكي، حيث تضمنت الأوتار والنحاس الأصفر وآلات النفخ في بعض الأحيان، مثل مقاطع هيرب ألبرت -style في جوقة "Superstar"، والتي لم تظهر في الأصل. قال لاحقًا «إذا لم يكن لديك الترتيب الصحيح لتلك الأغنية، فلن يذهب المغني إلى أي مكان ولا الأغنية أيضًا».  بالإضافة إلى ترتيب جميع الأجزاء للموسيقيين، فقد سجل تدوينًا على الطبل، يوضح المكان الذي كان من المفترض أن تعزف فيه المكونات الفردية للطقم. لقد سجل أيضًا خطوطًا جهيرًا يعرف أن جو أوزبورن سيستمتع باللعب ويتناسب مع أسلوبه. يرجع الفضل في معظم ألبومات الكاربنترز إلى Ron Gorow، الذي أخذ أحيانًا بعض ترتيبات ريتشارد التي تم إعدادها على البيانو، وكتب تدوين النوتة الموسيقية الفعلي على الورق.
كثيرًا ما كان ريتشارد يعزف على بيانو وورليتزر الكهربائي، والذي اشتراه خلال أيام سبيكترم. هو أيضا لعب بيانو، وهاموند الجهاز، والمزج والقيثاري. في الاستوديو، أطلق اسم وورليتزر على أجزاء البيانو الصوتية لزيادة سماكة الصوت. منذ منتصف السبعينيات، استخدم بيانو رودس، وظل على اطلاع دائم بتكنولوجيا الموسيقى.  أثناء جولته، تناسب بين البيانو الكبير ورودس وورليتسر على المسرح لأغاني مختلفة.

### كارين
لم تمتلك كارين صوتًا غنائيًا قويًا، لكن تمزج الموسيقى الوثيق بين العديد من الفروق الدقيقة في أدائها. قام ريتشارد بترتيب موسيقاهم للاستفادة من ذلك، على الرغم من أن كارين لديها مجموعة صوتية بثلاثة أوكتاف.   تأثر عمل ريتشارد مع كارين بموسيقى ليه بول، التي سمحت لها الدبلجة المفرطة لصوت الزوجة والشريك الموسيقي ماري فورد باستخدامها كغناء رئيسي وتناغم. خلال التتبع المتعدد، كان ريتشارد قادرًا على استخدام كارين ونفسه في التناغم لدعم قيادة كارين. كانت التناغمات الخلفية المدبلجة مميزة بالنسبة إلى النجارين، لكن الصوت الجذاب والعاطفي لصوت كارين الرئيسي هو ما جعلهم مميزين للغاية.  قال مايك كورب، المدير التنفيذي للتسجيلات، إن صوت كارين هو الذي أخذ كاربنترز فوق موسيقى البوب المستقيمة في موسيقى البوب روك. عُرفت باسم «المتعجب» ويمكنها تقديم أداء قوي في المحاولة الأولى. كانت كارين عازفة طبول بارعة، وكان هذا هو دورها الموسيقي الأصلي، لكنها سرعان ما بدأت في الغناء للمجموعة أيضًا. قبل عام 1974، عزفت كارين على الطبول لعدد من أغانيهم، على الرغم من أن البعض كان يلعب هال بلين.  أفاد بلين لاحقًا أنه بينما كان كارين عازف طبول قادرًا، تم إحضاره للعمل في الاستوديو جزئيًا لأن كارين كانت معتادة على العزف بصوت عالٍ للجماهير الحية وبالتالي لم تكن على دراية باللعب الأكثر دقة المطلوب في مرافق التسجيل في تلك الحقبة. اعتبرت نفسها «عازفة الطبول التي غنت». ومع ذلك، في حين أن غناء كارين سرعان ما أصبح محور أداء المجموعة، في الساعة 5 قدم 4 بوصة (1.63 م) طويل القامة، جعل الأداء خلف مجموعة الطبلة من الصعب على الجمهور رؤيتها وسرعان ما اتضح لريتشارد ومديرهم أن الجمهور يريد رؤية المزيد من كارين. على الرغم من عدم رغبتها في ذلك، وافقت في النهاية على غناء القصائد في المقدمة، وعادت إلى طبولها للأغاني الأقل شهرة.

## الترويج والتجول
على الرغم من أن أكبر نجاح حققه الكاربنترز كان تحقيق مبيعات قياسية، إلا أن معظم حياتهم المهنية قضوا على الطريق. استغرق إنتاج الألبومات ما بين أربعة وخمسة أشهر ؛ سيتم إنفاق الوقت المتبقي في الحفلات الموسيقية الحية والعروض التلفزيونية. لعب الثنائي ما يصل إلى ست حفلات ليلة واحدة متتالية، مما تركهم مرهقين. قام الكاربنترز بالعديد من الحفلات الموسيقية من عام 1971 إلى عام 1975:
| سنة  | عدد الحفلات              | عدد مرات الظهور التلفزيوني  |
| ---- | ------------------------ | --------------------------- |
| 1971 | 145 حفلة                 | اصنع نوع الموسيقى الخاص بك) |
| 1972 | 174 حفلة                 | 6 ظهور تلفزيوني             |
| 1973 | 174 حفلة                 | 3 عروض تلفزيونية            |
| 1974 | 203 حفلات موسيقية        | 3 عروض تلفزيونية            |
| 1975 | 118 حفلة + 46 عرضًا مؤجلًا | 1 ظهور التلفزيون            |

من منتصف السبعينيات فصاعدًا، غيّر الكاربنترز عرضهم المسرحي للسماح لكارين بالحصول على مزيد من التواجد والتفاعل مع الجمهور، لا سيما بين فترات الراحة الموسيقية.  ومع ذلك، بدأت الجولات المكثفة وجلسات التسجيل المطولة في التأثير على الثنائي وساهمت في الصعوبات المهنية والشخصية خلال النصف الأخير من العقد. اتبعت كارين نظامًا غذائيًا هاجسًا وأصيبت بفقدان الشهية العصبي، والذي ظهر لأول مرة في عام 1975 عندما أُجبر الثنائي على إلغاء جولات الحفلات الموسيقية في الفلبين والمملكة المتحدة واليابان.  قال ريتشارد إنه يأسف لجدول العمل المكون من ستة أيام وسبعة أيام لتلك الفترة، مضيفًا أنه لو كان يعرف ما يعرفه الآن، لما وافق على ذلك، وتم إقناعه بالقيام بذلك من خلال الاعتقاد. أن النجارين لن يكونوا مستقرين مالياً بدون جولة.  بدأ إدمان ريتشارد كوالود في التأثير على أدائه في أواخر السبعينيات وأدى إلى نهاية الحفل الموسيقي المباشر للثنائي في عام 1978. 

## الإرث والتأثير
صنفت رولينج ستون النجارين رقم 10 في قائمتها لأكبر 20 ثنائيًا في كل العصور. تم تسمية كارين كاربنتر كواحدة من أعظم المطربات في كل العصور من قبل رولينج ستون، والإذاعة الوطنية العامة. قال بول مكارتني إنها «أفضل صوت أنثوي في العالم: لحنية، رنانة ومميزة»، بينما قالت هيرب ألبرت إنها «نوع المغنية التي ستجلس في حضنك وتغني في أذنك».
بعد وفاة كارين بفترة وجيزة، اكتشف أمين أرشيف الأفلام بعض اللقطات النادرة لظهور نجار مبكر على التلفزيون. اتصل أمين الأرشيف بريتشارد كاربنتر وبدأ الاثنان في مشاهدة المزيد من اللقطات التي وجدها. عندما علم قسم سي جي إيه أند إم قسم الأداء الموسيقي البريطاني بالاكتشافات، اقترحوا تحويل اللقطات إلى فيديو لمشاهدته في المنزل. القطعة النهائية بعنوان «الأمس مرة أخرى» مدتها 55 دقيقة وتجمع بين مقاطع الأفلام القديمة والحديثة. قصد سي جي إيه أند إم قسم الأداء الموسيقي Video و Richard «إنشاء فيديو يتم تشغيله مثل الألبوم»؛ تم إعادة مزج جميع الموسيقى من الأساتذة وتم وضع كل اختيار في تزامن صحيح. صدر الفيديو في أوائل عام 1985. كان مغني البوب مايكل جاكسون من محبي الثنائي، كونه أحد فرقه الموسيقية المفضلة. واستشهد بالمجموعة باعتبارها تأثيرًا مبكرًا على النمو.
 تمت إعادة تقييم نقدي للنجارين خلال التسعينيات والألفينيات من القرن الماضي مع عمل العديد من الأفلام الوثائقية مثل «قريب منك: تذكر النجارين» (الولايات المتحدة)، و«سايونارا» (اليابان)، و«بالأمس فقط: قصة النجارين» (المملكة المتحدة). على الرغم من الادعاءات بأن صوتهم كان «ضعيفًا جدًا» بحيث لا يندرج تحت تعريف موسيقى الروك أند رول، توجد حملات وعرائض كبرى تهدف إلى إدخال النجارين في قاعة مشاهير الروك آند رول.

## ثنائي الكاربنترز
كارين كاربنترز: (1950 – 1983) غناء رئيسي وطبول.
ريتشارد كاربنتر: (مواليد 1946) منتج وكاتب الأغاني، وموزع الموسيقى، وعازف البيانو، وعازف لوحة المفاتيح، والشاعر الغنائي، والملحن، ومساند في الغناء.

## رحيل كارين كاربنتر
التقت كارين وريتشارد في 1 فبراير 1983، لتناول العشاء وناقشا الخطط المستقبلية، بما في ذلك العودة إلى الجولات الغنائية، وفي 3 فبراير، زارت كارين والديها، لمناقشة إنهاء طلاقها من زوجها بوريس، وفي صباح اليوم التالي، وجدتها والدتها على أرضية خزانة ملابس، وتم نقلها على وجه السرعة إلى المستشفى. بعد أن أمضى ريتشارد ووالديه 20 دقيقة في غرفة الانتظار، دخل طبيب وأخبرهم أن كارين قد ماتت. ذكر تشريح الجثة أن وفاتها كانت بسبب «السمية القلبية الإيميتينية بسبب أو نتيجة لفقدان الشهية العصبي»، وبموجب الملخص التشريحي، كان العنصر الأول هو قصور القلب، يليه فقدان الشهية، أما النتيجة الثالثة فكانت الدنف وهو انخفاض شديد في الوزن وضعف وتراجع عام للجسم مرتبط بأمراض مزمنة. تشير السمية القلبية إلى أن كارين أساءت استخدام شراب عرق الذهب، على الرغم من عدم وجود دليل آخر يشير إلى أنها فعلت ذلك لأن شقيقها وعائلتها لم يعثروا على قوارير عرق الذهب في شقتها، حتى بعد وفاتها.
أقيمت جنازة كارين في كنيسة داوني المتحدة الميثودية في 8 فبراير 1983.  حضر أكثر من ألف من المعزين، من بينهم صديقاتها دوروثي هاميل وأوليفيا نيوتن جون وبيتولا كلارك وديون وارويك وهيرب ألبرت. 
في 12 أكتوبر 1983، تلقى الكاربنترز نجمة على ممشى المشاهير في هوليوود. حضر الافتتاح ريتشارد وهارولد وأغنيس كاربنتر، كما فعل العديد من المعجبين.  جلبت وفاة كارين انتباه وسائل الإعلام إلى فقدان الشهية العصبي والحالات ذات الصلة مثل الشره المرضي العصبي، والتي لم تكن معروفة في ذلك الوقت.   

## ألبومات الكاربنترز
أصدر الثنائي عشرة ألبومات خلال مسيرته المهنية النشطة، احتوت خمسة منها على اثنين أو أكثر من أفضل 20 أغنية على قوائم «هوت بيلبورد»، كما فازت عشرة أغنيات بالاسطوانة الذهبية من رابطة صناعة التسجيلات الأمريكية، وبلغت ذروتها اثنان وعشرون في المراكز العشرة الأولى على قوائم المعاصر للبالغين.
قائمة الألبومات:
عرض / تذكرة الركوب (1969) Offering/تذكرة لركوب
قريب منك (1970) Close to You
الكاربنترز (1971) الكاربنترز
أغنية لك (1972) A Song for You
الآن وبعد ذلك (1973) Now & Then
الأفق (1975) Horizon
نوع الصمت (1976) A Kind of Hush
المرور (1977) Passage
صورة عيد الميلاد (1978) Christmas Portrait
صنع في أمريكا (1981) Made in America
البومات صدرت بعد نهاية الثنائي
صوت القلب (1983) Voice of the Heart
عيد الميلاد قديم الطراز (1984) An Old-Fashioned Christmas
خطوط الحب (1989) Lovelines
مع مرور الوقت (2004) As Time Goes By

## أفضل عشرة أغاني للكاربنترز
(مشتاقون ليكونوا) قريبين منك (1970) They Long to Be) Close to You)
أيام ممطرة وأيام الاثنين (1971) Rainy Days and Mondays
نجم النجوم (1971) Superstar
وداعاً للحب (1972) Goodbye to Love
أمس مرة أخرى (1973) Yesterday Once More
استدعاء ركاب مركبة الفضاء بين الكواكب (1976) Calling Occupants of Interplanetary Craft
تذكرة ركوب (1969) تذكرة لركوب
قمة العالم (1972) Top of the World
كل ما نعرف (1971) For All We Know
لقد بدأنا للتو (1971) We've Only Just Begun

## وصلات خارجية
http://www.richardandkarencarpenter.com/ الكاربنترز (ثنائي غناء)
https://www.imdb.com/name/nm1135559/?ref_=nv_sr_7 الكاربنترز (ثنائي غناء)
https://mtosmt.org/issues/mto.02.8.4/mto.02.8.4.holm-hudson.html الكاربنترز (ثنائي غناء)
http://www.photofeatures.com/الكاربنترز/index.html الكاربنترز (ثنائي غناء)
https://الكاربنترز.amcorner.com/ الكاربنترز (ثنائي غناء)
https://www.allmusic.com/artist/الكاربنترز-mn0000051909 الكاربنترز (ثنائي غناء)